# Maciej Łagiewski
Maciej Stanisław Łagiewski (ur. 8 maja 1955 we Wrocławiu) – polski historyk i działacz kulturalny, dyrektor Muzeum Historycznego i następnie Muzeum Miejskiego Wrocławia.

## Życiorys
W młodości był lekkoatletą. Zdobył wicemistrzostwo Polski w 1975 w sztafecie 4 × 100 m, startując jako zawodnik klubu SZS-AZS Wrocław.
Ukończył studia na Wydziale Prawa i Administracji Uniwersytetu Wrocławskiego. W 2000 na Uniwersytecie Opolskim uzyskał stopień doktora nauk humanistycznych w zakresie historii na podstawie rozprawy zatytułowanej „Macewy mówią” – panteon wrocławskich Żydów.
Od 1991 dyrektor Muzeum Historycznego we Wrocławiu, od 2000 dyrektor składającego się z siedmiu oddziałów Muzeum Miejskiego Wrocławia. Dzięki jego staraniom odrestaurowano zabytkowe obiekty: Stary Cmentarz Żydowski (Muzeum Sztuki Cmentarnej), Arsenał Miejski (Muzeum Archeologiczne i Muzeum Militariów), Stary Ratusz (Muzeum Sztuki Mieszczańskiej) oraz Pałac Królewski (Muzeum Historyczne, Muzeum Sztuki Medalierskiej, Muzeum Teatru).
Autor scenariuszy filmowych i licznych artykułów w publikacjach naukowych oraz prasie. Pomysłodawca serii wydawniczej towarzyszącej wystawom z cyklu „Wrocławscy kolekcjonerzy i artyści w Ratuszu”. Twórca Galerii Wielkich Wrocławian w Starym Ratuszu oraz inicjator umieszczenia w mieście licznych pomników i tablic pamiątkowych (m.in. tablica pamiątkowa Karla Eduarda von Holteia i Josepha von Eichendorffa, fontanna Niedźwiadek przy ratuszu oraz głowy Orfeusza). Inicjator przywrócenia pięciopolowego Herbu Wrocławia z 1530 oraz wzbogacenia zbiorów Muzeum Miejskiego Wrocławia o liczne kolekcje, m.in. wrocławskiego złotnictwa, śląskiego malarstwa, polskich mundurów wojskowych oraz zbiory prywatne. Pomysłodawca i współtwórca wystawy „1000 lat Wrocławia”.

## Odznaczenia i wyróżnienia
- Krzyż Kawalerski Orderu Odrodzenia Polski (2012)[4]
- Srebrny Krzyż Zasługi (2002)[5]
- Srebrny Medal Zasłużony Kulturze „Gloria Artis” (2009)[6]
- Order Zasługi Dolnej Saksonii (2002)
- Wielki Krzyż Zasługi Orderu Zasługi Republiki Federalnej Niemiec (2009)
- Nagroda im. Andrzeja Frycza Modrzewskiego (1991)
- Nagroda Kulturalna Śląska Kraju Dolnej Saksonii (1991, pierwszy polski laureat)
- Nagroda Złotej Kuli (1998)
- Nagroda Miasta Wrocławia, (1999)
- Georg-Dehio-Kulturpreis (2019)
- Tytuł honorowego obywatela Wrocławia (2020)[7]

## Wybrane publikacje
- Wrocław. Podróż przez wieki (2018)
- Wrocław. Wędrówki przez wieki (2019)
- Wielcy wrocławianie. Galeria popiersi we wrocławskim Ratuszu (2003)
- Wrocław na starej karcie pocztowej 1897–1938 (1998)
- Wrocław wczoraj (1996)
- Wrocław – co warto zobaczyć (1995)
- Wrocławscy Żydzi 1850–1944 (1994)
- Reise nach Breslau. Spurensuche in der Metropole Schlesiens (1993)
- Herb Wrocławia w architekturze miasta (1992)
- Macewy mówią (1991)
- Mosty Wrocławia (1989)
- Stary Cmentarz Żydowski we Wrocławiu (1986)